# Uchida Tadao
Uchida Tadao (japanisch 内田 忠夫; geboren 25. Juli 1923 in Kawagoe (Präfektur Mie); gestorben 15. Oktober 1962) war ein japanischer Wirtschaftswissenschaftler mit dem Hauptgebiet Ökonometrie.

## Leben und Wirken
Uchida Tadao machte 1947 seinen Studienabschluss an der Fakultät für Wirtschaftswissenschaften der Universität Tokio. Von 1951 bis 1952 bildete er sich an der University of Chicago weiter. Nach seiner Rückkehr nach Japan wurde er Assistenzprofessor an der Fakultät für Geisteswissenschaften seiner Alma Mater.
Gemeinsam mit Watanabe Tsunehiko (渡部 経彦; 1929–1976), einem ehemaligen Professor der Ökonometrie an der Universität Osaka und anderen entwickelte Uchida das erste makroökonometrische Modell Japans, 1959 wurde er leitender Forscher am Wirtschaftsforschungsinstitut (経済研究所, Keizai kenkyūsho) der „Economic Planning Agency“ (経済企画庁, Keizai kikaku-chō). 1960 wurde sein makroökonometrisches Modell in den mittelfristigen Wirtschaftsplan (1964 bis 1968) der Regierung aufgenommen.
1962 erwarb Uchida den Doktor der Wirtschaftswissenschaften an der Universität Tōhoku. Der Titel der Arbeit lautet „Keiryōkeisaigaku no hōhō to sono Nihon keizai e no tekiyō“ (計量経済学の方法とその日本経済への適用) – „Methoden der Ökonometrie und ihre Anwendung auf die japanische Wirtschaft“. 1965 wurde er Professor an der Universität Tokio. 1968 gab er eine Erklärung gegen die Fusion von Yawata- und Fuji-Steel zu  „Nippon Steel Corporation“ ab und befürwortete 1971 eine schrittweise Aufwertung des Yen. 1984 wurde er als Meiyo Kyōju verabschiedet.
Uchida war unter anderem beteiligt an den Veröffentlichungen „Economic Planning and Planning Models“ (経済計画と計画モデル, Keizai keikaku to keikaku moderu) und „Econometrics“ (計量経済学, Keiryō keisai-gaku). Posthum wurde sein Werk „Nihon keizai-ron“ (日本経済論) – „Überlegungen zur Wirtschaft Japans“ veröffentlicht.